# Lobophyllia corymbosa
Lobophyllia corymbosa é uma espécie de coral encontrado no Mar Vermelho e nos oceanos Índico e Pacífico. É uma das espécies conhecida popularmente como coral-cérebro.
Já foi criado e propagado em cativeiro com sucesso, sendo procurado por aquaristas iniciantes. Pode ter as cores vermelha, laranja, azul, verde, cinza, amarelo ou marrom, e pode ser de uma única cor ou ter um centro contrastante.
Foi descrita pela primeira vez em 1775, a partir de um holótipo coletado no Mar Vermelho. Não é uma espécie ameaçada de extinção.